# Bolesław Rusiecki
Bolesław Michał Rusiecki (23. listopadu 1824, Řím – 31. ledna 1913, Vilnius) byl polsko-litevský malíř.

## Život
Vystudoval medicínu na univerzitě v Petrohradě. Jeho otcem byl malíř Kanuty Rusiecki. V letech 1843 až 1850 navštěvoval kurzy na Císařské akademii výtvarných umění, kde ho učili Karl Bryullov a Fjodor Bruni. Po jejich absolvování mu byl udělen titul svobodný umělec. V roce 1853 byl jmenován akademikem za obraz „Połączenie Willi z Niemnem“.
V roce 1857 se s manželkou Stefanií vydal na delší cestu do zahraničí. Navštívil několik měst v Polsku, ale také Drážďany, Prahu, Vídeň a Terst. V letech 1858 až 1861 žili v Římě. Po návratu se usadili na rodinném statku poblíž Bělostoku. Po Stefaniině smrti v roce 1866 se přestěhoval do Vilniusu a vyučoval kreslení na gymnáziu. V tomto období vytvořil několik náboženských obrazů. Většinu jeho děl tvořily portréty nebo krajiny.
Na sklonku života odkázal svou uměleckou sbírku, archiv a knihovnu Společnosti přátel vědy a věnoval 10 000 rublů na stavbu budovy pro jejich umístění. Jeho díla jsou k vidění v Litevském národním muzeu umění, Národním muzeu v Krakově a Národním muzeu ve Varšavě.